# Вирбак
Вирба́к (болг. Върбак) — село в Шуменській області Болгарії. Входить до складу общини Хитрино.

## Населення
За даними перепису населення 2011 року у селі проживали 318 осіб.
Національний склад населення села:
| Національність   | Кількість осіб | Відсоток |
| ---------------- | -------------- | -------- |
| болгари          | 176            | 57,0%    |
| турки            | 126            | 40,8%    |
| Всього відповіли | 309            |          |

Розподіл населення за віком у 2011 році:
Динаміка населення: